# Rząd Fredrika Reinfeldta
Rząd Fredrika Reinfeldta – rząd Szwecji powstały po wyborach parlamentarnych w 2006. Rozpoczął funkcjonowanie 6 października 2006, a zakończył 3 października 2014. Utworzyły go ugrupowania Sojuszu dla Szwecji, centroprawicowej koalicji wyborczej, która po dwunastu latach uzyskała większość w Riksdagu. W skład nowego gabinetu weszli przedstawiciele Umiarkowanej Partii Koalicyjnej (M), Partii Centrum (C), Ludowej Partii Liberałów (FP) oraz Chrześcijańskich Demokratów (KD). Do znaczącej rekonstrukcji w rządzie doszło po wyborach w 2010, ponownie wygranych przez Sojusz (jednak bez uzyskania bezwzględnej większości w parlamencie). Następne wybory w 2014 zostały wygrane przez socjaldemokratów.

## Skład rządu
| Funkcja                                                              | Imię i nazwisko           | Partia polityczna | Partia polityczna             | Kadencja             | Kadencja             |
| Funkcja                                                              | Imię i nazwisko           | Partia polityczna | Partia polityczna             | początek             | koniec               |
| Biuro Premiera                                                       | Biuro Premiera            | Biuro Premiera    | Biuro Premiera                | Biuro Premiera       | Biuro Premiera       |
| -------------------------------------------------------------------- | ------------------------- | ----------------- | ----------------------------- | -------------------- | -------------------- |
| Premier                                                              | Fredrik Reinfeldt         |                   | Umiarkowana Partia Koalicyjna | 6 października 2006  | 3 października 2014  |
| Minister ds. europejskich                                            | Cecilia Malmström         |                   | Ludowa Partia Liberałów       | 6 października 2006  | 22 stycznia 2010     |
| Minister ds. europejskich                                            | Birgitta Ohlsson          |                   | Ludowa Partia Liberałów       | 2 lutego 2010        | 3 października 2014  |
| Ministerstwo Sprawiedliwości                                         |                           |                   |                               |                      |                      |
| Minister sprawiedliwości (szef resortu)                              | Beatrice Ask              |                   | Umiarkowana Partia Koalicyjna | 6 października 2006  | 3 października 2014  |
| Minister ds. migracji i polityki azylowej                            | Tobias Billström          |                   | Umiarkowana Partia Koalicyjna | 6 października 2006  | 3 października 2014  |
| Ministerstwo Spraw Zagranicznych                                     |                           |                   |                               |                      |                      |
| Minister spraw zagranicznych (szef resortu)                          | Carl Bildt                |                   | Umiarkowana Partia Koalicyjna | 6 października 2006  | 3 października 2014  |
| Minister handlu zagranicznego                                        | Maria Borelius            |                   | Umiarkowana Partia Koalicyjna | 6 października 2006  | 14 października 2006 |
| Minister handlu zagranicznego                                        | Sten Tolgfors             |                   | Umiarkowana Partia Koalicyjna | 24 października 2006 | 6 września 2007      |
| Minister handlu zagranicznego                                        | Ewa Björling              |                   | Umiarkowana Partia Koalicyjna | 12 września 2007     | 3 października 2014  |
| Minister ds. międzynarodowej współpracy i rozwoju                    | Gunilla Carlsson          |                   | Umiarkowana Partia Koalicyjna | 6 października 2006  | 17 września 2013     |
| Minister ds. międzynarodowej współpracy i rozwoju                    | Hillevi Engström          |                   | Umiarkowana Partia Koalicyjna | 17 września 2013     | 3 października 2014  |
| Ministerstwo Obrony                                                  |                           |                   |                               |                      |                      |
| Minister obrony (szef resortu)                                       | Mikael Odenberg           |                   | Umiarkowana Partia Koalicyjna | 6 października 2006  | 5 września 2007      |
| Minister obrony (szef resortu)                                       | Sten Tolgfors             |                   | Umiarkowana Partia Koalicyjna | 5 września 2007      | 29 marca 2012        |
| Minister obrony (szef resortu)                                       | Karin Enström             |                   | Umiarkowana Partia Koalicyjna | 18 kwietnia 2012     | 3 października 2014  |
| Ministerstwo Zdrowia i Spraw Społecznych                             |                           |                   |                               |                      |                      |
| Minister zdrowia i spraw społecznych (szef resortu)                  | Göran Hägglund            |                   | Chrześcijańscy Demokraci      | 6 października 2006  | 3 października 2014  |
| Minister ds. osób starszych i zdrowia publicznego                    | Maria Larsson             |                   | Chrześcijańscy Demokraci      | 6 października 2006  | 3 października 2014  |
| Minister ds. ochrony socjalnej                                       | Cristina Husmark Pehrsson |                   | Umiarkowana Partia Koalicyjna | 6 października 2006  | 5 października 2010  |
| Minister ds. ochrony socjalnej                                       | Ulf Kristersson           |                   | Umiarkowana Partia Koalicyjna | 5 października 2010  | 3 października 2014  |
| Minister ds. obywatelskich i mieszkalnictwa                          | Stefan Attefall           |                   | Chrześcijańscy Demokraci      | 5 października 2010  | 3 października 2014  |
| Ministerstwo Finansów                                                |                           |                   |                               |                      |                      |
| Minister finansów (szef resortu)                                     | Anders Borg               |                   | Umiarkowana Partia Koalicyjna | 6 października 2006  | 3 października 2014  |
| Minister ds. samorządu lokalnego i rynków finansowych                | Mats Odell                |                   | Chrześcijańscy Demokraci      | 6 października 2006  | 5 października 2010  |
| Minister ds. rynków finansowych                                      | Peter Norman              |                   | Umiarkowana Partia Koalicyjna | 5 października 2010  | 3 października 2014  |
| Ministerstwo Edukacji i Badań Naukowych                              |                           |                   |                               |                      |                      |
| Minister edukacji (szef resortu)                                     | Lars Leijonborg           |                   | Ludowa Partia Liberałów       | 6 października 2006  | 12 września 2007     |
| Minister edukacji (szef resortu)                                     | Jan Björklund             |                   | Ludowa Partia Liberałów       | 12 września 2007     | 3 października 2014  |
| Minister ds. równouprawnienia płci                                   | Nyamko Sabuni             |                   | Ludowa Partia Liberałów       | 5 października 2010  | 21 stycznia 2013     |
| Minister ds. równouprawnienia płci                                   | Maria Arnholm             |                   | Ludowa Partia Liberałów       | 21 stycznia 2013     | 3 października 2014  |
| Minister szkolnictwa                                                 | Jan Björklund             |                   | Ludowa Partia Liberałów       | 6 października 2006  | 12 września 2007     |
| Minister szkolnictwa wyższego i badań naukowych                      | Lars Leijonborg           |                   | Ludowa Partia Liberałów       | 12 września 2007     | 17 czerwca 2009      |
| Minister szkolnictwa wyższego i badań naukowych                      | Tobias Krantz             |                   | Ludowa Partia Liberałów       | 17 czerwca 2009      | 5 października 2010  |
| Ministerstwo Spraw Wsi                                               |                           |                   |                               |                      |                      |
| Minister spraw wsi (szef resortu)                                    | Eskil Erlandsson          |                   | Partia Centrum                | 6 października 2006  | 3 października 2014  |
| Ministerstwo Środowiska                                              |                           |                   |                               |                      |                      |
| Minister środowiska (szef resortu)                                   | Andreas Carlgren          |                   | Partia Centrum                | 6 października 2006  | 29 września 2011     |
| Minister środowiska (szef resortu)                                   | Lena Ek                   |                   | Partia Centrum                | 29 września 2011     | 3 października 2014  |
| Ministerstwo Przedsiębiorczości, Energii i Infrastruktury            |                           |                   |                               |                      |                      |
| Minister przedsiębiorczości, energii i infrastruktury (szef resortu) | Maud Olofsson             |                   | Partia Centrum                | 6 października 2006  | 29 września 2011     |
| Minister przedsiębiorczości, energii i infrastruktury (szef resortu) | Annie Lööf                |                   | Partia Centrum                | 29 września 2011     | 3 października 2014  |
| Minister infrastruktury                                              | Åsa Torstensson           |                   | Partia Centrum                | 6 października 2006  | 5 października 2010  |
| Minister infrastruktury                                              | Catharina Elmsäter-Svärd  |                   | Umiarkowana Partia Koalicyjna | 5 października 2010  | 3 października 2014  |
| Minister technologii informacyjnych i spraw regionalnych             | Anna-Karin Hatt           |                   | Partia Centrum                | 5 października 2010  | 3 października 2014  |
| Ministerstwo Integracji i Równouprawnienia Płci                      |                           |                   |                               |                      |                      |
| Minister integracji i równouprawnienia płci (szef resortu)           | Nyamko Sabuni             |                   | Ludowa Partia Liberałów       | 6 października 2006  | 5 października 2010  |
| Ministerstwo Kultury                                                 |                           |                   |                               |                      |                      |
| Minister kultury (szef resortu)                                      | Cecilia Stegö Chilò       |                   | Umiarkowana Partia Koalicyjna | 6 października 2006  | 16 października 2006 |
| Minister kultury (szef resortu)                                      | Lena Adelsohn Liljeroth   |                   | Umiarkowana Partia Koalicyjna | 24 października 2006 | 3 października 2014  |
| Ministerstwo Zatrudnienia                                            |                           |                   |                               |                      |                      |
| Minister zatrudnienia (szef resortu)                                 | Sven Otto Littorin        |                   | Umiarkowana Partia Koalicyjna | 6 października 2006  | 7 lipca 2010         |
| Minister zatrudnienia (szef resortu)                                 | Tobias Billström          |                   | Umiarkowana Partia Koalicyjna | 7 lipca 2010         | 5 października 2010  |
| Minister zatrudnienia (szef resortu)                                 | Hillevi Engström          |                   | Umiarkowana Partia Koalicyjna | 5 października 2010  | 17 września 2013     |
| Minister zatrudnienia (szef resortu)                                 | Elisabeth Svantesson      |                   | Umiarkowana Partia Koalicyjna | 17 września 2013     | 3 października 2014  |
| Minister integracji                                                  | Erik Ullenhag             |                   | Ludowa Partia Liberałów       | 5 października 2010  | 3 października 2014  |